# Kevin Burns

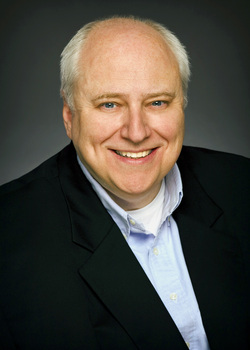
Kevin Burns, 2013

Kevin Burns (* 18. Juni 1955 in Schenectady, New York, USA; † 27. September 2020 in Los Angeles, Kalifornien) war ein US-amerikanischer Filmproduzent, Fernsehregisseur und Drehbuchautor.

## Leben
Burns wuchs in Niskayuna im Bundesstaat New York auf. Im Jahr 1977 machte er seinen Abschluss mit der Bewertung cum laude am Hamilton College in New York City. Im Jahr 1981 machte er am Boston University's College of Communication einen Master-Abschluss im Bereich Film. Im selben Jahr erhielt er einen Student Academy Award für seinen ersten Film, I Remember Barbra (Dokumentarfilm mit Barbra Streisand). Nach seinem Studium lehrte Burns Filmproduktion an einer Universität und war Leiter der sogenannten „Film Unit“, einer Gruppe, die Studenten ermöglichen sollte, praktische Erfahrung beim Drehen von Werbespots und Dokumentationen zu gewinnen. Im Jahr 1988 zog er nach Los Angeles, wo er als Führungskraft beim Fernsehsender 20th Century Fox Television arbeitete. Später war Burns in vielen TV-Produktionen und Filmen als Produzent oder Regisseur tätig und gründete 1999 seine eigene Produktionsfirma Prometheus Entertainment. Er starb am 27. September 2020 im Alter von 65 Jahren an Herzversagen.

## Filmografie (Auswahl)
Produzent
- 1981: I Remember Barbra
- 1997: Monster Mania
- 1998: Lost in Space Forever
- 1999: The Bunny Years
- 1999: Who Knew?
- 2001: Marilyn Monroe: The Final Days
- 2001: The Omen Legacy
- 2002: The Time Tunnel
- 2003: Playboy’s 50th Anniversary Celebration
- 2004: The Robinsons: Lost in Space
- 2004: Just the Facts
- 2005–2009: The Girls of the Playboy Mansion
- 2007: Star Wars: The Legacy Revealed
- 2009: Ancient Aliens – Unerklärliche Phänomene
- 2009: Bridget’s Sexiest Beaches
- 2009–2011: Kendra
- 2009–2011: Holly's World
- 2010: Ancient Aliens – Unerklärliche Phänomene
- 2010: The President’s Book of Secrets

Regisseur
- 1981: I Remember Barbra
- 1996: Hugh Hefner: American Playboy
- 1996: A Hollywood Christmas
- 1997: 20th Century-Fox: The First 50 Years
- 1998: TV Guide Looks at Cops
- 1998: TV Guide Looks at Christmas
- 1998: Lost in Space Forever
- 2001: Cleopatra: The Film That Changed Hollywood
- 2002: Playboy: Inside the Playboy Mansion
- 2004: Empire of Dreams: The Story of the Star Wars Trilogy
- 2006: Look, Up in the Sky: The Amazing Story of Superman
- 2007: Star Wars: The Legacy Revealed

Drehbuchautor
- 1998: Lost in Space Forever
- 2001: Cleopatra: The Film That Changed Hollywood
- 2002: Playboy: Inside the Playboy Mansion
- 2003: Monsterama: Munsters Collectibles
- 2003: Monsterama: Aurora Model Kits
- 2004: Just the Facts
- 2007: Star Wars: The Legacy Revealed

## Auszeichnungen
| Tabellarische Übersicht der Auszeichnungen und Nominierungen | Tabellarische Übersicht der Auszeichnungen und Nominierungen | Tabellarische Übersicht der Auszeichnungen und Nominierungen | Tabellarische Übersicht der Auszeichnungen und Nominierungen | Tabellarische Übersicht der Auszeichnungen und Nominierungen |
| Jahr                                                         | Auszeichnung                                                 | Für                                                          | Kategorie                                                    | Resultat                                                     |
| ------------------------------------------------------------ | ------------------------------------------------------------ | ------------------------------------------------------------ | ------------------------------------------------------------ | ------------------------------------------------------------ |
| 1981                                                         | Student Academy Award                                        | I Remember Barbra                                            | Dokumentation                                                | Gewonnen                                                     |
| 1998                                                         | International Monitor Awards                                 | Hollywood Aliens & Monsters                                  | Dokumentations-Direktor                                      | Gewonnen                                                     |
| 1996                                                         | Primetime Emmy Award                                         | Rodgers & Hammerstein: The Sound of Movies                   | Herausragendes kulturelles Musik-Tanz-Programm               | Nominiert                                                    |
| 2002                                                         | Primetime Emmy Award                                         | Biography                                                    | Herausragende Nonfiction-Serie                               | Gewonnen                                                     |
| 2006                                                         | Primetime Emmy Award                                         | Biography                                                    | Herausragende Nonfiction-Serie                               | Nominiert                                                    |
| 2007                                                         | Primetime Emmy Award                                         | Biography                                                    | Herausragende Nonfiction-Serie                               | Nominiert                                                    |
| 2007                                                         | Primetime Emmy Award                                         | Star Wars: The Legacy Revealed                               | Bestes Drehbuch für ein Nonfiction-Programm                  | Nominiert                                                    |
| 2007                                                         | Primetime Emmy Award                                         | Star Wars: The Legacy Revealed                               | Herausragendes Nonfiction-Special                            | Nominiert                                                    |
| 2007                                                         | Primetime Emmy Award                                         | Star Wars: The Legacy Revealed                               | Beste Regie für ein Nonfiction-Programm                      | Nominiert                                                    |
| 2001                                                         | DVD Exclusive Awards                                         | Marilyn Monroe: The Final Days                               | Beste neue, erweiterte oder umgebaute Filmszene              | Nominiert                                                    |
| 2001                                                         | DVD Exclusive Awards                                         | Cleopatra: The Film That Changed Hollywood                   | Bester Original Retrospektive-Dokumentarfilm                 | Gewonnen                                                     |
| 2005                                                         | DVD Exclusive Awards                                         | Empire of Dreams: The Story of the Star Wars Trilogy         | Bestes Hinter-den-Kulissen-Programm                          | Gewonnen                                                     |
| 2003                                                         | Daytime Emmy Awards                                          | Hollywood Rocks the Movies: The 1970s                        | Herausragendes Special-Class-Special                         | Gewonnen                                                     |